# Low-Point-System
Das Low-Point-System ist ein Punktesystem beim Regattasegeln, bei dem das Boot mit den wenigsten Punkten gewinnt. Dazu ist es Teil der Wettfahrtregeln.
Beim Low-Point-System erhält jedes Boot in jeder Wettfahrt einer Regatta die Anzahl an Punkten der Platzierung, mit der es die Wettfahrt beendet. Das erste Boot, das die Ziellinie überquert, erhält einen Punkt, das zweite zwei und das dritte drei. Boote, die nicht starten, nicht ins Ziel kommen, ausscheiden oder disqualifiziert werden, erhalten einen Punkt mehr als die Gesamtzahl der Teilnehmer der Regatta. In einer Regatta mit neun Teilnehmern erhält ein für eine Wettfahrt disqualifiziertes Boot zehn Punkte in dieser Wettfahrt. Nach Beendigung der letzten Wettfahrt werden für jedes Boot die Punkte aller Wettfahrten addiert. Es siegt das Boot mit den wenigsten Punkten.
Bei Regatten mit mehr als fünf Wettfahrten ist es zudem üblich, dass das schlechteste Wettfahrtergebnis in der Gesamtwertung nicht berücksichtigt beziehungsweise gestrichen wird; diese Wettfahrt wird dann auch als Streicher bezeichnet.
Verwendet wird das Low-Point-System unter anderem in der Deutschen Segel-Bundesliga und der Sailing Campions League.